# Ferdinand Tönnies

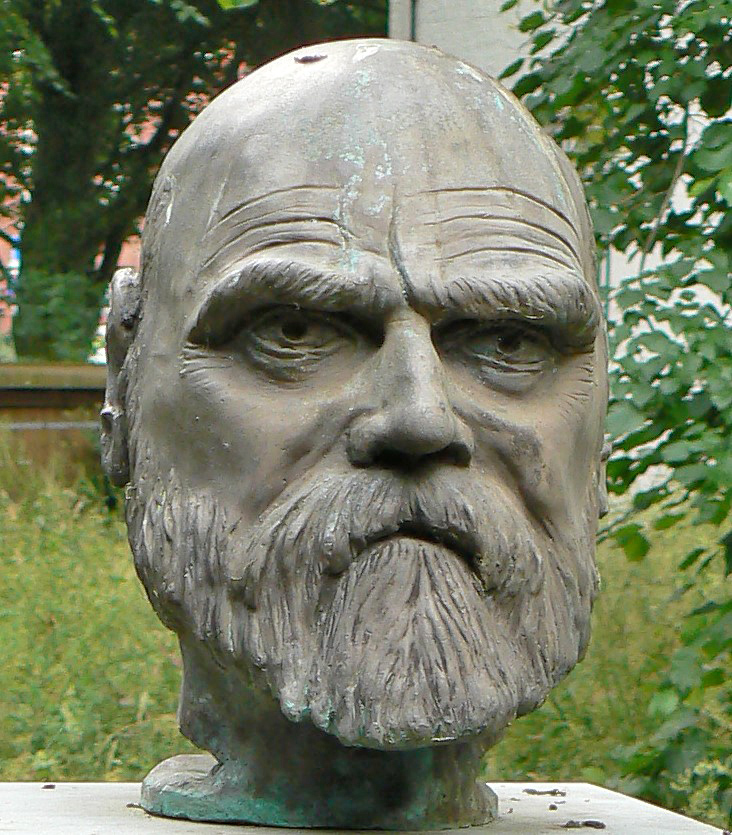
Ferdinand Tönnies

Ferdinand Tönnies (Oldenswort 26 juli 1855 - Kiel, 9 april 1936) was een Duits socioloog. Hij heeft een belangrijke bijdrage geleverd aan de sociologische theorievorming en veldstudies. Daarnaast plaatste hij het werk van Thomas Hobbes weer op de agenda door diens manuscripten te publiceren.
Tönnies is vooral bekend geworden vanwege zijn onderscheid tussen «gemeenschap» en «maatschappij» (Gemeinschaft und Gesellschaft 1887). Ook richtte hij 1909 de Duitse Sociologische Vereniging op.

## Publicatie
- Ferdinand Tönnies Gesamtausgabe (= TG), ed. Lars Clausen (-2010), Alexander Deichsel, Cornelius Bickel, (Rolf Fechner (-2006) Carsten Schlüter-Knauer, Uwe Carstens (2006- ), Berlin/New York: Walter de Gruyter 1998 - .

- Soziologische Schriften 1889-1905, ed. Rolf Fechner, Profil-Verlag, Munich/Vienna 2008
- Schriften und Rezensionen zur Anthropologie, ed. Rolf Fechner, Profil-Verlag, Munich/Vienna 2009
- Schriften zu Friedrich Schiller, ed. Rolf Fechner, Profil-Verlag, Munich/Vienna 2009
- Schriften und Rezensionen zur Religion, ed. Rolf Fechner, Profil-Verlag, Munich/Vienna 2010
- Geist der Neuzeit, ed. Rolf Fechner, Profil-Verlag, Munich/Vienna 2010
- Schriften zur Staatswissenschaft, ed. Rolf Fechner, Profil-Verlag, Munich/Vienna 2010
- Schriften zum Hamburger Hafenarbeiterstreik, ed. Rolf Fechner,  Profil-Verlag, Munich/Vienna 2011.
- Gemeinschaft und Gesellschaft, Leipzig 1887. 
  - Gemeenschap en maatschappij, Leuven: Acco 1990.
  - Ferdinand Tönnies: Gemeinschaft und Gesellschaft. 1880-1935., hrsg. v. Bettina Clausen und Dieter Haselbach, De Gruyter, Berlin/Boston 2019 (Ferdinand Tönnies Gesamtausgabe, Band 2).
- Der Nietzsche-Kultus, [1897] 2005, Tönnies-Forum.
- Die soziale Frage, [1909], Die soziale Frage bis zum Weltkriege,  Berlin/New York: de Gruyter 1989.
- Thomas Hobbes, der Mann und der Denker, 1910.
- Naturrecht und Völkerrecht, 1917.
- Kritik der öffentlichen Meinung, [1922] 2002 (TG 14).
- Soziologische Studien und Kritiken, 3 vols., 1924, 1926, 1929.
- Einführung in die Soziologie, Jena 1931.
- Geist der Neuzeit, [1935], in: TG 22, Berlin/New York: Walter de Gruyter 1998, p. 1-223.
- Het geestelijk karakter van de moderne geschiedenis-periode. [1935  in: Mens en Maatschappij], in: TG 22, Berlin/New York:Walter de Gruyter 1998, p. 416-427.
- Ferdinand Tönnies - Harald Höffding. Briefwechsel, ed. Cornelius Bickel/Rolf Fechner, Berlin: Duncker & Humblot 1989.
- Die Tatsache des Wollens, ed. Jürgen Zander, Berlin: Duncker & Humblot.